# Vaišéšika
Vaišéšika (v dévanágarí वैशेषिक) je jedna ze šesti ortodoxních indických filosofických škol a historicky je příbuzná se školou logického myšlení - njájou. Zrovna tak, jako njája popisuje vaišéšika prostředky, které vedou k pravdivým závěrům. V její klasické podobě, obhajuje Kanáda v 10 knihách Vaišéšika súter (6. až 2. století př. n. l.) zásadu, že všechny objekty hmotného světa je možné rozložit na složky a dostat se až na atomární a éterické úrovně. Tento předpoklad je ve vaišéšice základním východiskem při systematické analýze vlastností (višéša), které odlišují jeden objekt od druhého. Na rozdíl od njáji připouští vaišéšika jenom dvě možnosti získání platného poznání - smyslové poznání a logické odvození.
Vaišéšický systém analytického rozboru vlastností se vyvíjel nezávisle na njáje a je starší. Přesto jsou si oba systémy velmi podobné, protože jejich závěry, týkající se metafyzických úrovní, jsou prakticky stejné. To dokazuje velké množství komentářů ze 4. až 9. století n. l.

## Přehled
Podle klasické vaišéšiky je možné rozdělit všechny složky hmotného světa, které je možné poznat a pojmenovat (padártha), do šesti skupin:
1. hmota (dravja)
2. kvalita (guna)
3. aktivita (karma)
4. podstata (sámánja)
5. rozlišení (višéša)
6. existence (samavája)
7. ne-existence (abhāva) - v pozdějších komentářích

První tři kategorie jsou hmotného charakteru (artha) a ostatní kategorie vznikly logickým odvozením (budhjapéktam). Kantova tabulka kategorií uvádí čtyři kategorie: kvantitu, kvalitu, vztah a modalitu a liší se jenom v podrobnostech od této prapůvodní kategorizace analytického rozboru.

### Hmota
Vaišéšika rozeznává devět součástí hmotné přírody (dravja):
1. země (prthiví)
2. voda (apa)
3. oheň (tedžas)
4. vzduch (váju)
5. éter (ákaša)
6. čas (kála)
7. prostor (dik)
8. mysl (manas)
9. bytí (ātman)

Prvních pět součástí (bhúty) je možné rozeznat podle jejich specifických vlastností poslední tři nelze specifikovat (vibhúty)..

### Kvalita
Ve Vaišéšika sútrách je zmíněno sedmnáct specifických vlastností (kvalit) (gun) hmoty:
1. vzhled (rúpa)
2. chuť (rasa)
3. vůně (gandha)
4. hmat (sparša)
5. počet (sankhjá)
6. objem (parimána)
7. individualita (prthaktva)
8. konjunkce (sanjóga)
9. disjunkce (vibhága)
10. přednost (paratva)
11. následnost (aparatva)
12. intelekt (buddhi)
13. radost (sukha)
14. smutek (duhkha)
15. touha (iččhá)
16. odpor (dveša)
17. úsilí (prajatna)

V pozdější komentářích (prašastapáda) bylo doplněno dalších sedm:
1. tíha (gurutva)
2. tekutost (dravatva)
3. viskozita (snéha)
4. výhoda (dharma)
5. nevýhoda (adharma)
6. zvuk (šabda)
7. způsobilost (sanskrtra)